# Grañón
Grañón è un comune spagnolo di 396 abitanti situato nella comunità autonoma di La Rioja.

È attraversato dal Cammino di Santiago di Compostela. Si trova sulla 10ª Tappa del Cammino, tra Santo Domingo de la Calzada e Belorado.